# 吊带泳衣

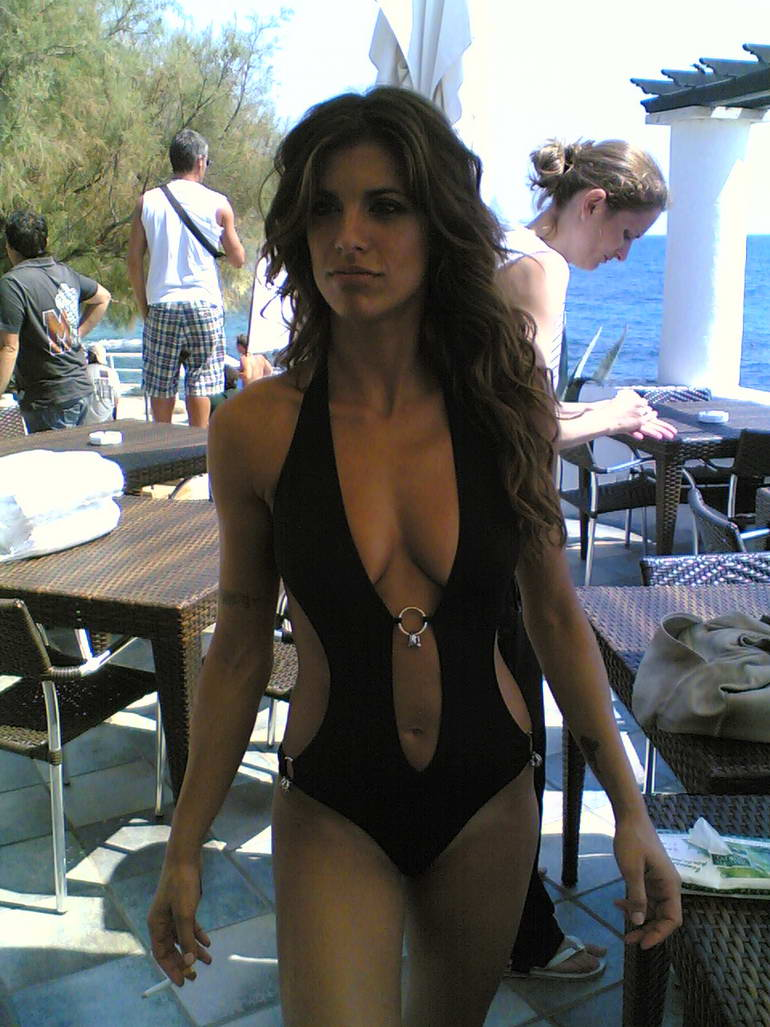
吊带泳衣

吊带泳衣（英语：Sling swimsuit），是一种由布料制成靠颈部支撑的单件泳衣。在实际中，吊带泳衣会尽可能的小，甚至更短，覆盖范围与比基尼泳装相似。吊带泳衣也有各种各样的名字，包括“吊杆比基尼”，“吊带比基尼”，“吊带丁字裤”，“弹弓泳装”或“弹弓”。该泳衣的命名方式是因为泳衣有类似弹弓的Y形框架。它有时会被认为是比基尼的变体。当设计给男性穿戴时，通常被称为“mankini”。

## 外部連結
维基共享资源上的相關多媒體資源：吊带泳衣